# John MacLean
John MacLean (Oshawa, 20 novembre 1964) è un allenatore di hockey su ghiaccio ed ex hockeista su ghiaccio canadese.

## Carriera

### Giocatore
John MacLean fu selezionato in sesta posizione assoluta nell'NHL Entry Draft 1983 come prima scelta dei New Jersey Devils. MacLean fece il suo debutto con i Devils il 5 ottobre 1983 contro i New York Rangers. Il 3 aprile 1988 entrò nella storia della franchigia quando, grazie alla sua rete all'overtime contro i Chicago Blackhawks, permise ai Devils di qualificarsi per la prima volta ai playoff. Nelle tre stagioni successive riuscì a concludere le stagioni regolari con più di 40 reti segnate, mentre nella stagione 1991-92 fu costretto al riposo per l'intero campionato a causa di un grave infortunio al ginocchio. Durante la sua permanenza con i Devils, durata 14 stagioni, MacLean conquistò nel 1995 la Stanley Cup come capitano alternativo della franchigia. Il 7 dicembre 1997 fu scambiato con i San Jose Sharks. Al termine della stagione 1997-98, trascorsa con gli Sharks, MacLean firmò da free agent un contratto con i New York Rangers nel luglio del 1998. I Rangers cedettero MacLean ai Dallas Stars nel febbraio del 2001. Il 7 giugno 2002 John MacLean si ritirò dall'hockey dopo 18 stagioni in NHL con 1.298 partite disputate, 448 reti e 477 assist per un totale di 925 punti; rimase il miglior marcatore nella storia dei New Jersey Devils fino al 17 marzo 2009, quando il suo primato fu superato da Patrik Eliáš.

### Allenatore
Nel settembre 2002 MacLean si unì allo staff dei New Jersey Devils come vice allenatore, carica ricoperta fino al luglio 2009, conquistando nel frattempo nel 2003 la seconda Stanley Cup in carriera. Nel 2007 John fu candidato per la panchina dei Devils come capo allenatore, tuttavia gli fu preferito Brent Sutter e pertanto MacLean rimase come assistente.
Il 9 giugno 2009 Brent Sutter rassegnò le proprie dimissioni dai Devils, mentre il 13 luglio 2009 John MacLean fu nominato capo allenatore della formazione affiliata in American Hockey League dei Lowell Devils. Il 17 giugno 2010 MacLean fu scelto come nuovo allenatore dei New Jersey Devils. Il 23 dicembre dello stesso anno fu licenziato a causa degli scarsi risultati della squadra, allora all'ultimo posto della Eastern Conference con un record negativo di the Devils were sporting a 9-22-2.
Il 1º dicembre 2011 i Carolina Hurricanes, dopo aver ingaggiato Kirk Muller come nuovo allenatore, scelsero MacLean come suo nuovo vice.

## Palmarès

### Club
- Stanley Cup: 1

New Jersey: 1994-1995

### Individuale
- NHL All-Star Game: 2

1989, 1991
- Memorial Cup All-Star Team: 1

1983